# G. Hilton Scribner

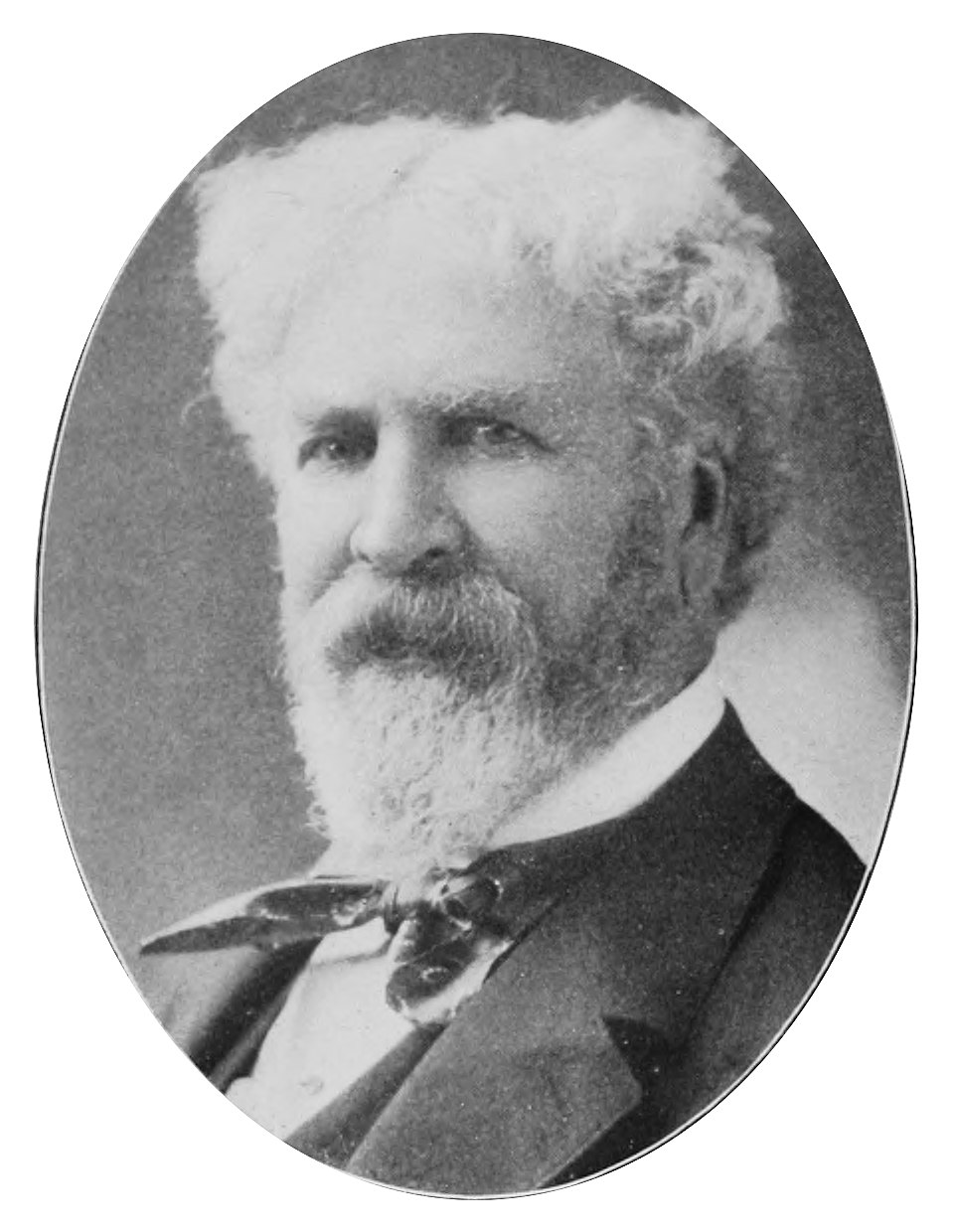
G. Hilton Scribner

Gilbert Hilton Scribner (* 23. April 1831; † 5. Januar 1910 in Yonkers, New York) war ein US-amerikanischer Jurist und Politiker (Republikanische Partei). Er war von 1872 bis 1873 Secretary of State von New York. Ferner war er ein Cousin 5. Grades vom Verleger Charles Scribner.

## Werdegang
Die Kindheit von Gilbert Hilton Scribner war von der Wirtschaftskrise von 1837 überschattet und die Folgejahre vom Mexikanisch-Amerikanischen Krieg. Irgendwann studierte er Jura und erhielt seine Zulassung als Anwalt. Er lebte in Yonkers. 1871 saß er für den 1. Bezirk (Westchester County) in der New York State Assembly. Er war Präsident der Belt Line Street Railroad of New York. 1884 verfasste er den Artikel Where Did Life Begin? in Popular Science. Scribner war mit Sarah Woodbury Pettingill (* 1835) verheiratet. Er verstarb in seinem Anwesen Inglehurst an der Pine Street in Yonkers.
Seine Tochter Sarah Marguerite (* 8. Oktober 1876) war eine Künstlerin, Dichterin und Geschichtenschreiberin. Am 8. Oktober 1902 heiratete sie Edwin Hunt Frost (* 23. August 1874 in Chicago, Illinois), den dritten Sohn von George Hamilton Frost.